# Нидерфрона
Нидерфрона (њем. Niederfrohna) општина је у њемачкој савезној држави Саксонија. Једно је од 33 општинска средишта округа Цвикау. Према процјени из 2010. у општини је живјело 2.471 становника. Посједује регионалну шифру (AGS) 14524220.

## Географски и демографски подаци
Нидерфрона се налази у савезној држави Саксонија у округу Цвикау. Општина се налази на надморској висини од 305 метара. Површина општине износи 10,1 km². У самом мјесту је, према процјени из 2010. године, живјело 2.471 становника. Просјечна густина становништва износи 245 становника/km².